# Pélopidas
Sauf précision contraire, les dates de cet article sont sous-entendues « avant l'ère commune » (AEC), c'est-à-dire « avant Jésus-Christ ».
Pélopidas (en grec ancien Πελοπίδας) est un stratège thébain né vers 420 av. J.-C. dans une famille de la noblesse   et décédé en 364 av. J.-C.. Il devient pourtant le chef du parti populaire et son nom est associé à celui d'Épaminondas qui fut son ami fidèle jusqu'à sa mort.

## Biographie
Durant la guerre de Corinthe, Pélopidas, qui était tombé à terre au combat, dut la vie à Épaminondas qui se présenta alors à l'ennemi. Cette amitié devait durer à jamais.
En 382, Pélopidas est chassé de Thèbes après la prise de la Cadmée par Phébidas avec l'aide des Spartiates. Il s'enfuit à Athènes pendant trois ans tandis que Thèbes est gouvernée par Archias et Léontidas. Mais en 379, avec la complicité de certains démocrates restés à Thèbes, il renverse le gouvernement pro-spartiate, tue Archias et Léontidas et rétablit la démocratie. Épaminondas l'aide alors à attaquer la Cadmée occupée par l'ennemi. Il est alors nommé béotarque et lutte sans relâche contre Sparte qui envahit la Béotie. Bien qu'inférieurs en nombre, les Thébains, conduits par Pélopidas et Épaminondas, sont vainqueurs à Platées, Thespies, Tanagra et surtout à Tégyres (375) lors d'une vaine tentative spartiate pour prendre Orchomène. La bataille décisive est remportée, avec l'aide du Bataillon sacré,, reformé et commandé par Pélopidas, ainsi que celle d'Épaminondas, à Leuctres en 371. Ce désastre spartiate entraîne une courte période d'hégémonie de Thèbes sur la Grèce centrale (371-362).
Pélopidas pénètre alors en Laconie (370) et s'empare d'Argos et d'Élis. Il échoue cependant dans sa tentative contre la ville même de Sparte. Il bat les Athéniens en remontant vers Thèbes. Traduit en justice sous un prétexte futile, il est acquitté en même temps que son ami Épaminondas. Thèbes entre en lutte contre Alexandre de Phères, tyran de la Thessalie et Pélopidas est envoyé en tant qu'émissaire pour se concilier cette puissance. C'est à l'occasion de cette ambassade qu'il est fait prisonnier en 367 av. J.-C. Il restera plus d'un an en captivité, et ne devra la liberté qu'au courage et au génie militaire de son ami éternel Épaminondas. Ce dernier commande en effet l'expédition de secours qui est dépêchée (366). Libéré, il dirige une ambassade envoyée auprès du roi des Perses, Artaxerxès II en 366, puis conduit une nouvelle expédition contre Alexandre de Phères. Désireux de se venger de l'affront qu'il a subi contre les lois de la diplomatie, il commande une expédition pour punir Alexandre de Phères. Les deux armées s'affrontent à Cynoscéphales en 364. Courageux, Pélopidas vient défier en personne au milieu de la bataille le chef thessalien. Malheureusement, il est tué au cours du combat ; mais la bataille est quand même remportée par Thèbes (la bataille de Cynoscéphales, 364). Si la trahison dont il a été victime en Thessalie a jeté sur lui certaines critiques, sa mort les armes à la main et dans le désir de laver son honneur lui valurent d'être traité par les auteurs antiques comme un exemple de vertu.
Ses points communs avec Épaminondas sont innombrables - il est vrai que les deux personnages ont le même biographe, Cornélius Nepos : même génération, même cité bien sûr, grandes qualités de stratège, grandes qualités de combattant, hommes politiques de grand talent... Leur destinée est liée : Épaminondas sauve Pélopidas une première fois dans leur jeunesse, et une deuxième fois en le libérant d'Alexandre de Phères en 366, ils mènent ensemble des campagnes et des combats victorieux, ils connaissent tous les deux la mort au combat et en donnant la victoire à leur ville, par deux fois ils sont ensemble traînés au tribunal et chaque fois ensemble ils triomphent, ils sont tous les deux des ambassadeurs de renom.
Diodore dit qu'il fut béotarque de son retour à Thèbes en 379 sans discontinuer jusqu'à sa mort. Plutarque parle de 13 béotarquies. Cela s'explique facilement par le fait que Pélopidas est prisonnier en Thessalie de 368 à 367, pendant deux ans donc.